# 마쿠하리토요스나역
마쿠하리토요스나역(일본어: 幕張豊砂駅, まくはりとよすなえき)은 일본 지바현 지바시 미하마구에 있는 철도역이다.

## 타는 곳
| 1(지상 1층) | ■ 게이요선(하행)              | 지바미나토・소가 방면                                                               |
| 2(지상 2층) | ■ 게이요선(상행) ■ 무사시노선 | 미나미후나바시・마이하마・신키바・도쿄 방면 니시후나바시・신마쓰도・후추혼마치 방면 |

## 역세권 정보
- 이온몰 마쿠라히 신도심
- 게이요 차량 센터
- 히가시칸토 자동차도
- 국도 제357호선

## 역사
- 2023년 3월 18일 - 영업 개시.

## 화량

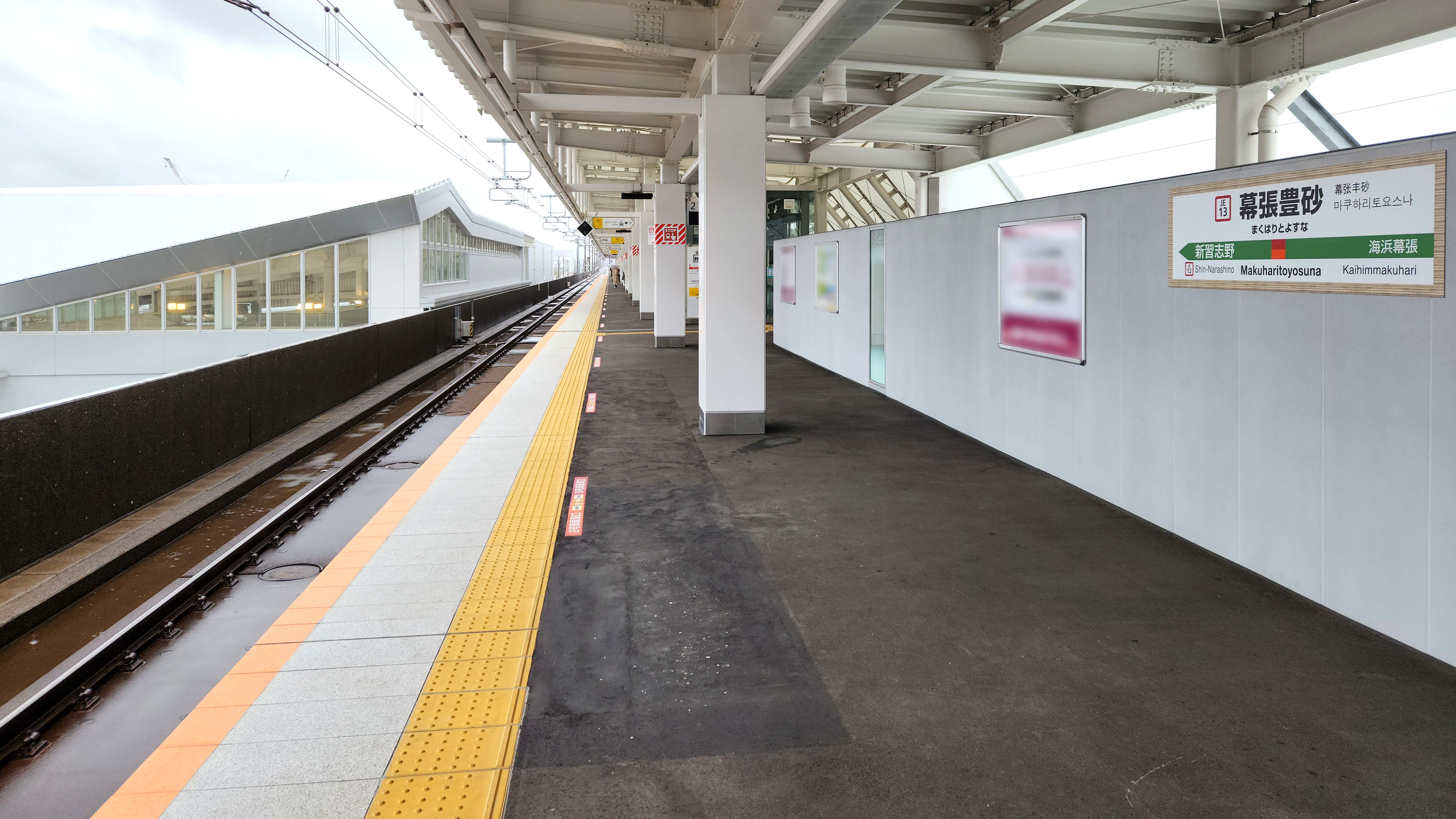
2번 승강장(2023년 3월 25일)
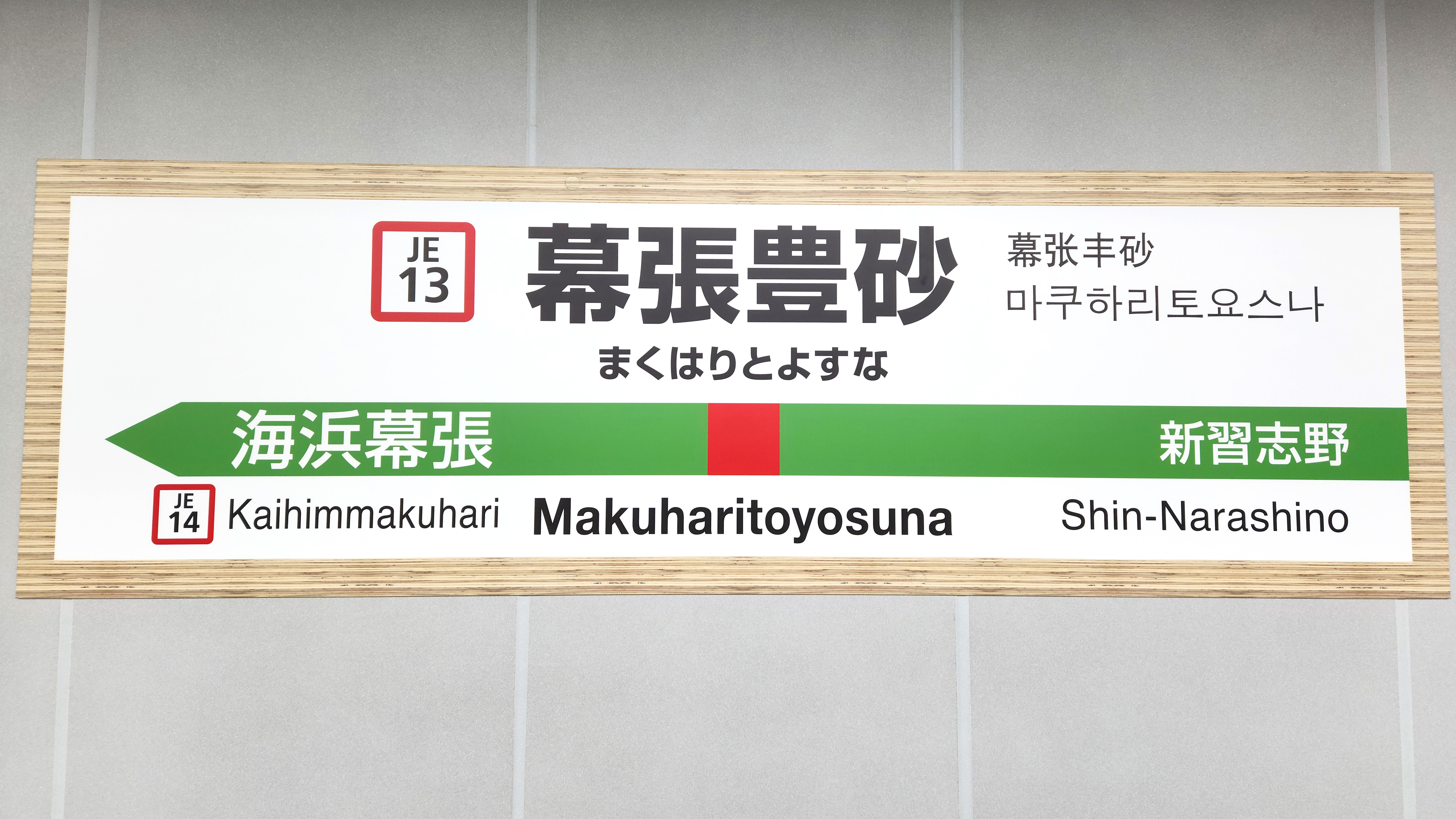
역명판(2023년 3월 25일)

## 인접역
| 동일본 여객철도 ■ 게이요선 | 동일본 여객철도 ■ 게이요선 | 동일본 여객철도 ■ 게이요선     |
| -------------------------- | -------------------------- | ------------------------------ |
| JE 12 신나라시노 도쿄 방면 | ■ 각역 정차                | 가이힌마쿠하리 JE 14 소가 방면 |